# Муаз аль-Касасіба
Муаз Сафі Юсуф аль-Касасіба (араб. معاذ صافي يوسف الكساسبة, йорданс. вимова: Муаз аль-Касасбе, нар. 29 травня 1988 — 3 січня 2015) — йорданський військовий пілот, який був захоплений бойовиками Ісламської держави Іраку і Леванту (ІДІЛ) і через деякий час утримання в полоні, спалений живцем.

## Біографія
Муаз аль-Касасіба народився 29 травня 1988 року в ліве (адм. одиниця) Ай мухафази Ель-Карак на півдні Йорданії. Його батько, Сафі Юсуф аль-Касасіба був професором освіти в ліве Касаба-ель-Карак, мати Ісаф теж займалася викладанням. Муаз закінчив середню школу в Ель-Караку і поступив в Авіаційний коледж Короля Хусейна. Закінчивши навчання в коледжі в 2009 році, приступив до служби в Королівських військово-повітряних силах Йорданії. У вересні 2014 року Муаз одружився з Анвар ат-Таравн. До моменту захоплення бойовиками ІДІЛ, Муаз аль-Касасіба дослужився до чину старшого лейтенанта ВПС.

## Захоплення бойовиками ІДІЛ і спалення живцем

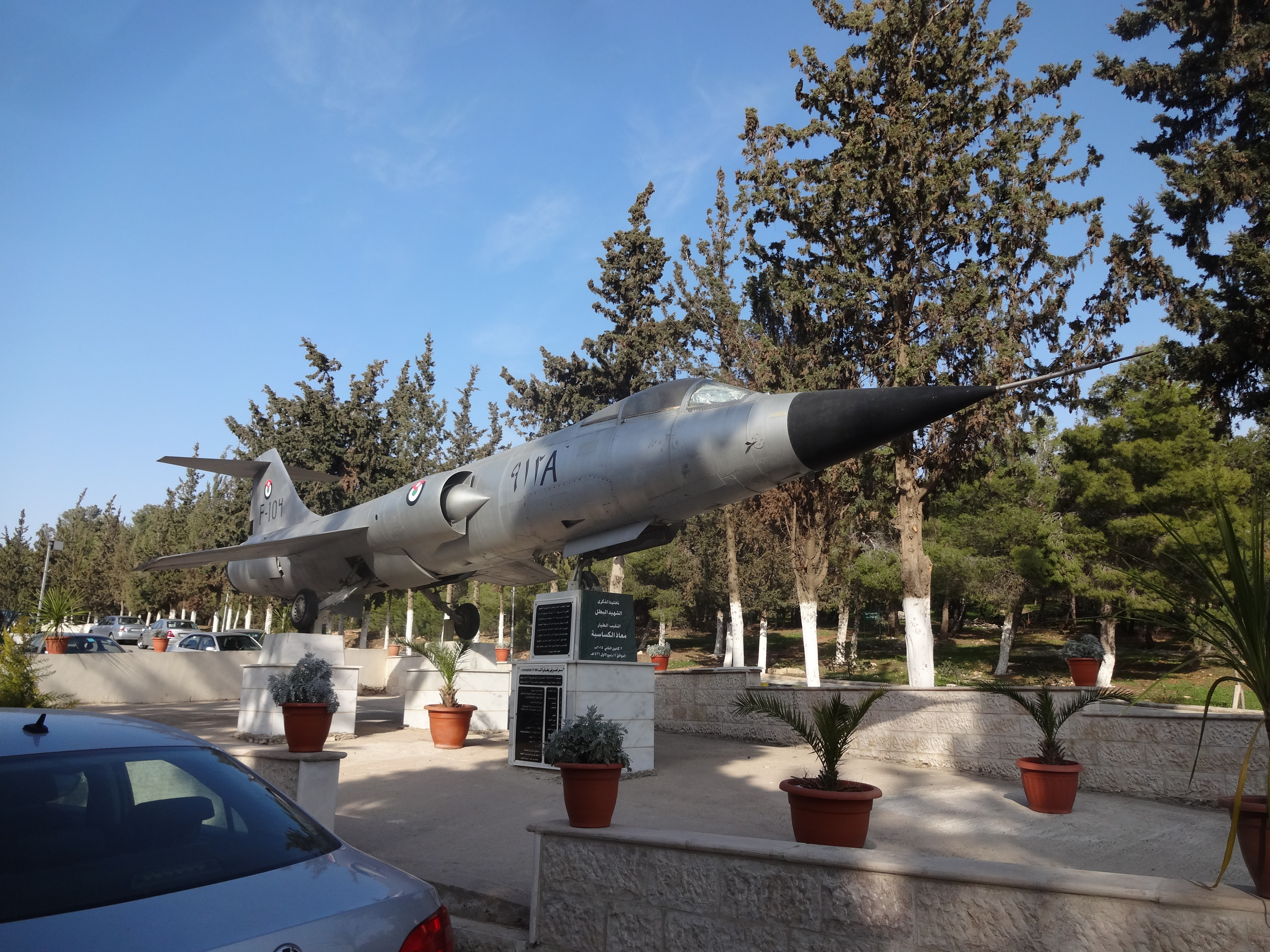
Меморіал пам'яті Муаза аль-Касасіби

Винищувач F-16, яким Муаз керував в ході операції сил коаліції проти ІДІЛ, розбився 24 грудня 2014 року через технічні проблеми під час бомбардування цегельного заводу, хоча «Ісламська держава» стверджувала, що це вони підбили його. Пілот встиг катапультуватися до падіння літака і приземлився в озеро поруч з сирійським містом Ар-Ракка, де його і захопили бойовики ІДІЛ. 30 грудня в англомовному журналі Dabiq, що належить ІДІЛ, вийшло докладне інтерв'ю з Сказом аль-Касасібою.
Дізнавшись про захоплення Муаза, його батько і рідний брат звернулися до членів ІДІЛ з проханням відпустити його. В ефірі однієї з йорданських радіостанцій брат Муаза Джаввад аль-Касасіба повідомив: "Мій брат побожна людина, яка здійснює молитву, дотримується посту і завжди літає разом з екземпляром Корану ".
Після невдалих переговорів про звільнення бранців, його співкамерник, японський журналіст Кендзі Гото був обезголовлений, а аль-Касасіба був замкнений у клітці і спалений живцем. На початку лютого 22-хвилинний відеозапис страти була поширений в інтернеті членами ІДІЛ. Влада Йорданії підтвердили, що пілот був убитий 3 січня 2015 року, тобто за місяць до того, як це стало відомо громадськості. Бойовики угруповання ІДІЛ продовжували торгуватися за життя вже страченого бранця. За деякими даними, підозри про вбивство пілота виникли у офіційних осіб США за тиждень до оприлюднення шокуючого відеозапису. Згідно з висновком британських спецслужб, Муаз аль-Касасіба був убитий в період між 5 і 8 січня.

## Реакція на смерть Муаза
Новина про страту йорданського пілота призвела до демонстрацій в столиці Йорданії Аммані і рідному місті Муаза аль-Касасіба Ель-Карак. Король Абдалла II перервав свій візит до США і повернувся до Йорданії. Йорданська громадськість закликала до помсти за мученицьку загибель Муаза. Незабаром були повішені терористка Саджіда ар-Рішаві, яку раніше ІДІЛ хотіло обміняти на пілота, і сподвижник глави Аль-Каїди в Іраку Абу Мусаб аз-Заркаві Зіяд аль-Карбулі. Батько Муаза висловив упевненість в мучеництві свого сина і закликав уряд Йордану помститися за нього.
Імам берлінської мечеті, прихильник ІДІЛ, виправдав вбивство пілота. На його думку, ІДІЛ діє за принципом «око за око»: атаки льотчика супроводжувалися вогнем, в якому гинули люди — у відповідь бійці ІДІЛ спалили його і засипали землею. «Вони знайшли підтвердження, дозволеності цього вчинку в коранічних текстах», зазначив він.